# Кум Огуна
«Кум Огу́на» (порт. O compadre de Ogum), полное название «Интерва́л для креще́ния Фели́сио, сы́на Масу́ и Бенеди́ты, и́ли Кум Огу́на» (порт. Intervalo para o batizado de Felício, filho de Massu e Benedita ou O Compadre de Ogum) — новелла классика бразильской литературы Жоржи Амаду, завершённая и впервые опубликованная в составе романа «Пастыри ночи» в 1964 году. Перевод на русский язык Ю. А. Калугина публиковался в составе романа «Пастыри ночи» («Мы пасли ночь», 1966) и как отдельное произведение во втором томе собрания сочинений писателя (1982). В Бразилии на основе новеллы был снят телефильм Caso Especial (1995), после чего произведение вышло первым книжным изданием.

## Описание
Новелла (в советском и российском литературоведении употребим также термин «повесть») создавалась с конца 1963 года до начала 1964 года в Салвадоре. Произведение может рассматриваться как вторая часть романа «Пастыри ночи», когда в его трёх частях наблюдается единство времени и места действия с участием одних и тех же героев; либо как отдельное произведение, если считать «Пастырей ночи» сборником новелл или повестей.
Автор описывает приключения проституток и бродяг, азартных игроков и жриц культа кандомбле, пьяниц и бездельников столицы Баии Салвадора, но, в отличие от романов «Пот» (1934) и «Жубиаба» (1935), герои «Кума Огуна» не связаны с коммунистическим движением. Юмор и ирония новеллы близки настроению «Необычайной кончины Кинкаса Сгинь Вода» (1959). Затронутая в произведении тема  религиозного синкретизма и сосуществования католицизма и кандомбле также рассматривается в романах «Габриэла, гвоздика и корица» (1958), «Дона Флор и два её мужа» (1966), «Лавка чудес» (1969), «Исчезновение святой» (1988).
В новелле  отражена разгульная жизнь обитателей района Пелоуринью в Салвадоре, где писатель жил в 1928 году. В настоящее время одно из зданий на площади Пелоуринью (Largo do Pelourinho — площадь у Позорного столба, где наказывали рабов) занимает Фонд «Дом Жоржи Амаду». Для крещения Фелисиу выбрали церковь Розариу дус Негрус на площади Пелоуринью (в русском переводе: Розарио дос Негрос на площади Позорного Столба). На прилегающих к площади улицах разворачиваются действия других произведений писателя: «Пот», «Жубиаба», «Необычайная кончина Кинкаса Сгинь Вода».
Новелла впервые издана в июле 1964 года как часть романа «Пастыри ночи». Публиковалась как самостоятельное произведение в различных периодических изданиях, отдельных малотиражных и иллюстрированных выпусках. В 1995 году в связи с показом телефильма Caso Especial вышло первое книжное издание в издательстве Editora Record с иллюстрациями известного бразильского художника Карибэ.
В Бразилии в составе романа «Пастыри ночи» переиздавалась около 50 раз. На языке оригинала  публиковалась в Португалии. Переведена на английский, болгарский, венгерский, иврит, испанский, итальянский, немецкий, голландский, польский, румынский, русский, словацкий, словенский, турецкий, финский, французский, чешский языки. В СССР также как и в Бразилии выходила в составе романа «Пастыри ночи» и как самостоятельное произведение в сборниках.

## Краткое содержание
Негр Массу́ затрудняется в выборе крёстного отца для светловолосого голубоглазого ребёнка по имени Фелисиу, которого признал своим сыном. Каждый из друзей негра претендует на роль крёстного и отказ от своей кандидатуры воспримет как оскорбление и обиду. Во время мучительных и изнурительных раздумий Массу́ в видении является Огун, заявляя, что именно он и станет крёстным отцом Фелисиу. В церкви при обряде крещения дух Эшу́ пытается препятствовать проведению таинства. Но мать святого прогоняет зловредный (в данном случае) дух Эшу́, на смену которому в крёстного отца входит дух Огуна и заявляет своё имя — Антониу де Огун, поскольку в синкретизме Баии Огуну соответствует св. Антоний. К всеобщей радости обряд совершён. Так в Салвадоре произошло невиданное доселе чудо — ориша Огун стал крёстным отцом ребёнка, а Массу́ — кумом Огуна.
В «Каботажном плавании» (1992) Амаду писал, что сам, будучи коммунистом и атеистом, крестил детей, а его кумовьями были Пабло Неруда, Мигель Анхель Астуриас и Карибэ.

## Оценки
Согласно оценке И. А. Тертерян, в данном сочинении также как и «в новеллах из книг „Старые моряки“ и „Пастыри ночи“ — то же равноправие легенды и реальности, та же двойственность мотивировок, представленных на выбор читателю, что и в старом романе „Мёртвое море“». Амаду подражает сказке, к чему отсылает витиеватый стиль названий новелл романа. «Кум Огуна» вместе с некоторыми предыдущими и последующими произведениями писателя построен «на сопоставлении двух планов повествования: реального, бытового — и символического (или поэтического, по обозначению самого писателя)».

## Издания
Первое книжное издание
- Amado J. O compadre de Ogum / Capa e ilustrações por Carybé. — Rio de Janeiro : Record, 1995. — 102 p. — ISBN 85-01-04312-5.

Одно из последних на языке оригинала
- Amado J. O compadre de Ogum / posfácio de Reginaldo Prandi. — São Paulo : Companhia das Letras, 2012. — 103 p. — ISBN 8535920625.

На русском языке
- Амаду Ж. Мы пасли ночь / Пер. с порт. Ю. А. Калугина // Иностранная литература : Литературно-художественный журнал. — М., 1966. — ISSN 0130-6545. № 2, 3.
- Амаду Ж. Интервал для крещения Фелисио, сына Масу и Бенедиты, или Кум Огуна // Пастыри ночи = Os pastôres da noite / Пер. с порт. Ю. А. Калугина; предисловие Л. С. Осповат. — М. : Прогресс, 1966. — 328 с.
- Амаду Ж. Интервал для крещения Фелисио, сына Масу и Бенедиты, или Кум Огуна / Пер. с порт. Ю. А. Калугина // Избранные произведения : в 2 т. / Сост. И. А. Тертерян. — М. : Художественная литература, 1982. — Т. 2. — С. 499—550. — 584 с. — 100 000 экз.

## Экранизации
- 1976 — Otalia de Bahia, кинофильм французского кинорежиссёра Марселя Камю студии Orfée Arts-Claire Duval снимался в Салвадоре, на экранах Бразилии показан в 1977 году[1] под названием Os pastores da noite[9]
- 1995 — Caso Especial, телефильм режиссёра Роберту Талма (Roberto Talma), производство Central Globo de Produção, 68 минут, трансляция Rede Globo de Televisão